# Ennio Marchetto
Pour les articles homonymes, voir Marchetto.
Ennio Marchetto (né le 20 février 1960 à Venise, Italie) est un artiste italien qui a créé son propre langage théâtral, mélangeant le mime, la comédie, la danse, la musique et le transformisme, à base de costumes de papier. Il est autrement connu comme The Living Paper Cartoon.